# SM U-45 (1915)
SM U-45 – niemiecki okręt podwodny typu U-43 zbudowany w Kaiserliche Werft w Gdańsku w latach 1914-1915. Wodowany 15 kwietnia 1915 roku, wszedł do służby w Cesarskiej Marynarce Wojennej 9 października 1915 roku. Służbę rozpoczął w III Flotylli pod dowództwem kapitana Erich Sittenfeld. U-45 w czasie siedmiu patroli zatopił 27 statki o łącznej pojemności 47 286 BRT oraz jeden uszkodził.
Pierwszym zatopionym statkiem był brytyjski parowiec SS „Industry” o pojemności 4044 BRT, który 27 kwietnia 1916 roku został zatopiony około 120 mil na północny wschód od Fastnet Rock. 
11 maja 1917 roku 30 mil na północny wschód od Vardø na północy Norwegii, U-45 zaatakował i zatopił fiński parowiec SS „Hermes”, o pojemności 3579 BRT. Statek płynął z ładunkiem węgla z Archangielska do Newport. Zginęło 34 członków załogi.
17 lipca 1917 roku około 90 mil na zachód od Fastnet Rock U-45 storpedował i zatopił brytyjski parowiec SS „Haworth” o pojemności 4456 BRT, Statek należący do Dalgliesh Steam Shipping Co., Ltd. przewoził zboże z Filadelfii do Avonmouth. Był to największy statek zatopiony przez U-45.
Ostatnim zatopionym przez załogę U-45 statkiem był rosyjski niewielki żaglowiec, o pojemności tylko 67 BRT, „Zateja”. Do zatonięcia doszło na zachód od Hybryd 14 lipca 1917 roku.
12 września 1917 roku u wybrzeży Irlandii, dowodzony przez Lt. Oswald E. Hallifaxa brytyjski okręt podwodny HMS D7 storpedował U-45, który zatonął wraz z całą załogą, nikt nie ocalał.